# Чемпіонат України з легкої атлетики серед юнаків 2019
Чемпіонат України з легкої атлетики 2019 серед юнаків (спортсмени у віці до 18 років — 2002 року народження) був проведений 18-20 червня у Кропивницькому на стадіоні «Зірка».
Крім основного чемпіонату в Кропивницькому, протягом 2019 року в інших містах України також були проведені чемпіонати України в окремих дисциплінах легкої атлетики серед юнаків.

## Географія чемпіонатів
Загалом, 4 міста з 3 регіонів України приймали легкоатлетичні чемпіонати України серед юнаків:
- Кропивницький — основний (18-20 червня)[1].
- Мукачево — зимовий з легкоатлетичних метань (15-17 лютого)
- Ужгород — чемпіонат України з естафетного бігу (18-19 травня, стадіон «Авангард») та чемпіонат України з кросу (30-31 жовтня)
- Івано-Франківськ — зимовий з шосейної спортивної ходьби (23 березня)

## Чемпіони
| 100 метрів                     | Ферхат Аяр (TUR)                                                                      | 10,91 PB                | Євгенія Коновалова (Днц)                                                  | 11,90 PB    |
| 200 метрів                     | Каан Гаджар (TUR)                                                                     | 22,98                   | Яніна Юрченко (Хрк)                                                       | 25,38 PB    |
| 400 метрів                     | Андрій Нечипоренко (См)                                                               | 49,45 PB                | Тетяна Харащук (ІФ)                                                       | 55,97 PB    |
| 800 метрів                     | Сюлейман Токер (TUR)                                                                  | 1.56,91 PB              | Світлана Жульжик (Рв)                                                     | 2.07,03 PB  |
| 1500 метрів                    | Ілля Кунін (Днп)                                                                      | 4.00,28 PB              | Сіла Ергюн (TUR)                                                          | 4.39,29 PB  |
| 3000 метрів                    | Абдюлбакі Ентерілі (TUR)                                                              | 8.58,64 PB              | Юлія Петрик (Вл)                                                          | 10.17,71 PB |
| 100 метрів з бар'єрами         |                                                                                       | Валерія Мухоброд (Кв)   | 14,24 PB                                                                  |             |
| 110 метрів з бар'єрами         | Денис Слюсар (Квм)                                                                    | 14,31 PB                |                                                                           |             |
| 400 метрів з бар'єрами         | Руслан Реган (Лв)                                                                     | 55,55 PB                | Яна Гараєва (MDA)                                                         | 1.01,57 PB  |
| 2000 метрів з перешкодами      | Мегмет Джантюрк (TUR)                                                                 | 6.12,22 PB              | Катерина Онісімова (Днп)                                                  | 6.55,27 SB  |
| 100+200+300+400 метрів         | Сумська область Максим Канівець Іван Литвиненко Максим Штакін Андрій Нечипоренко      | 2.02,12                 | Київська область Людмила Поліщук Ольга Шаміна Анна Безименна Надія Стецюк | 2.17,35     |
| 4×400 метрів (змішана)         | Київська область Анна Безименна Богдан Хоритонов Надія Стецюк Владислав Бойко         | 3.44,81                 |                                                                           |             |
| 4×800 метрів                   | Київська область Костянтин Блажієвський Валерій Лавренюк Данило Бренз Владислав Бойко | 8.11,72                 | Київ Софія Гордійчук Тетяна Оксенюк Тетяна Сидоренко Наталія Стороженко   | 9.27,80     |
| Ходьба 5000 метрів             |                                                                                       | Валерія Шоломіцька (Вл) | 23.41,81 PB                                                               |             |
| Ходьба 10000 метрів            | Тарас Корецький (Вл)                                                                  | 45.22,47 PB             |                                                                           |             |
| Ходьба 5 кілометрів (зимовий)  |                                                                                       | Валерія Шоломіцька (Вл) | 23.39                                                                     |             |
| Ходьба 10 кілометрів (зимовий) | Павло Суслов (Жт)                                                                     | 45.12                   |                                                                           |             |
| Стрибки у висоту               | Роман Петрук (Жт)                                                                     | 2,05 PB                 | Дар'я Озерянова (Днц)                                                     | 1,76        |
| Стрибки з жердиною             | Микита Строгалєв (Квм)                                                                | 4,80 PB                 | Тетяна Гамора (Хрк)                                                       | 3,70 PB     |
| Стрибки у довжину              | Андрій Єрещенко (Чрк)                                                                 | 7,20 PB                 | Марія Горєлова (Хрс)                                                      | 6,06 PB     |
| Потрійний стрибок              | Олександр Айко (Квм)                                                                  | 15,03 PB                | Ганна Онуфрієва (Днп)                                                     | 12,59 w     |
| Штовхання ядра                 | Саваш Парлак (TUR)                                                                    | 18,05 PB                | Едже Нарттюрк (TUR)                                                       | 15,91 PB    |
| Метання диска                  | Віталій Опанасенко (См)                                                               | 55,55 PB                | Катерина Лебідь (Днп)                                                     | 43,13       |
| Метання диска (зимовий)        | Віталій Опанасенко (См)                                                               | 50,54 PB                | Катерина Лебідь (Днп)                                                     | 43,43 SB    |
| Метання молота                 | Емирхан Шипшак (TUR)                                                                  | 64,34 PB                | Валентина Косів (ІФ)                                                      | 58,07       |
| Метання молота (зимовий)       | Олександр Бондар (Днп)                                                                | 58,36 SB                | Валентина Косів (ІФ)                                                      | 53,39 PB    |
| Метання списа                  | Артур Фельфнер (Кв)                                                                   | 75,71 PB                | Селма Давулджу (TUR)                                                      | 52,93 PB    |
| Метання списа (зимовий)        | Артур Фельфнер (Кв)                                                                   | 66,70                   | Діана Фролова (Днц)                                                       | 46,02       |
| Семиборство                    |                                                                                       | Валерія Мухоброд (Кв)   | 5261                                                                      |             |
| Десятиборство                  | Євген Літвінов (Хрк)                                                                  | 5515                    |                                                                           |             |
| Крос (U18)                     | Андрій Атаманюк (Хм)                                                                  | 9.19 (3 км)             | Уляна Рачинська (Рв)                                                      | 6.58 (2 км) |